# Фройденберг (Зигерланд)
Фройденберг (нем. Freudenberg) — город в Германии, в земле Северный Рейн — Вестфалия.
Подчинён административному округу Арнсберг. Входит в состав района Зиген-Виттгенштайн. Население составляет 18 425 человек (на 30 июня 2010 года). Занимает площадь 54,48 км². Официальный код — 05 9 70 016.
Город подразделяется на 17 городских районов.

## География

### Географическое положение
Фройденберг располагается в историческом регионе Зигерланд, в холмистом среднегорном ландшафте (высоты колеблются от 243 до 505 м над уровнем моря). Южная часть города лежит в территории гряды Гибельвальд, высшей точкой которой является гора Гибельберг (527 м.). Хотя вершина горы находится на территории соседней коммуны Нидерфишбах, склон горы является высшей точкой на территории Фройденберга. 17 городских районов располагаются на территории площадью около 55 кв. км., из которых почти две трети покрыты лиственными и хвойными лесами.
Три крупнейшие реки на территории города — Асдорф, Фишбах и Альхе. Фишбах, длина которого около 6,5 км, к западу от Нидерндорфа впадает в Асдорф. Асдорф, в свою очередь, через 8,6 км. (общая длина реки 20 км.) впадает в районе Кирхена в Зиг. Альхе берёт исток к северу от района Фройденберга Бюль, неподалёку от границы с районом Ольпе и протекает по территории Фройденберга около 5 км, после чего на территории района Зигена Зеельбах впадает в Зиг.
Восточный район Фройденберга Нидерхольцклау граничит с зигенским районом Лангенхольдингхаузен. К северу от Нидерхольцклау находится Оберхольцклау — самая северная часть города. На юге городской район Нидерндорф граничит с федеральной землёй Рейнланд-Пфальц и с районом Зигена Обершельден. На западе район Маусбах лежит непосредственно на границе коммуны Фризенхаген, район Альтенкирхен Рейнланд-Пфальца.

### Соседние коммуны

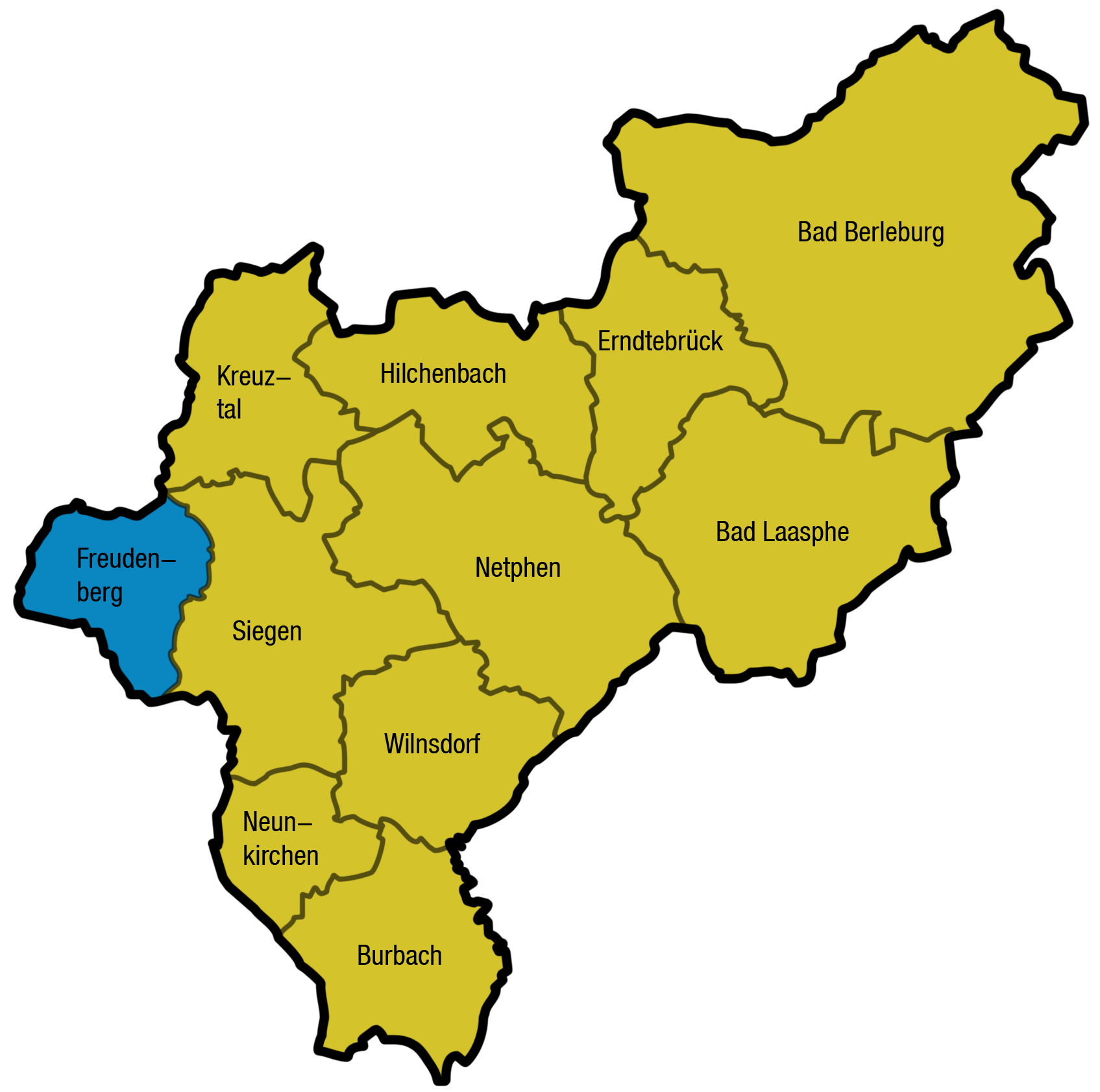
Фройденберг (Зигерланд)

Фройденберг соседствует со следующими городами и коммунами: со стороны Северного Рейна-Вестфалии — Венден (район Ольпе), Зиген и Кройцталь (район Зиген-Виттгенштайн), со стороны Рейнланд-Пфальца — Фризенхаген, Харбах и Нидерфишбах.

### Территориальное деление

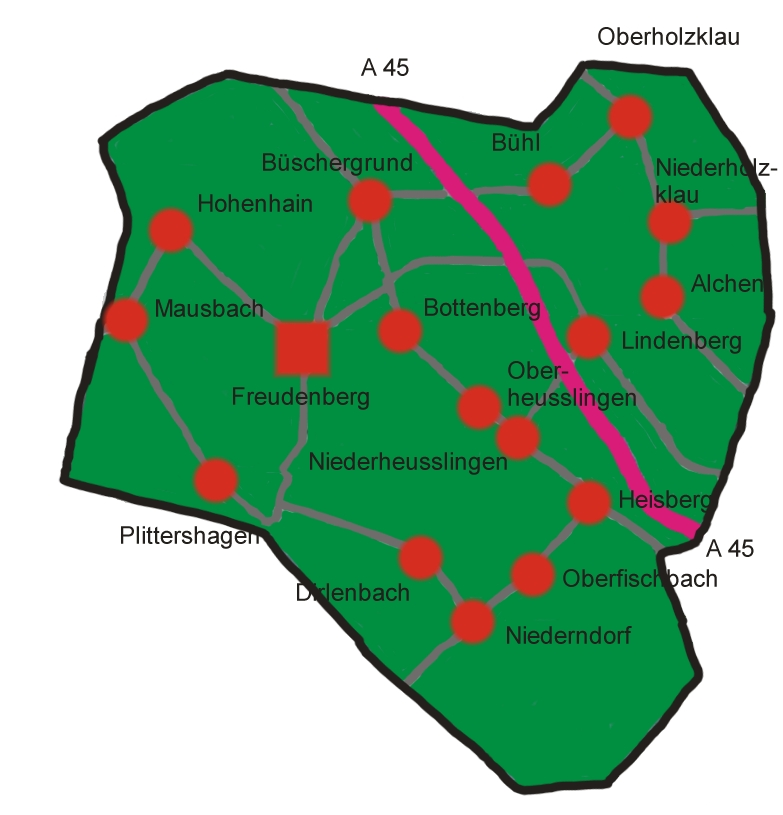
Территориальное деление города

Фройденберг состоит из 17 районов:
| - Альхен - Боттенберг - Бюль - Бюшергрунд - Дирленбах - Фройденберг | - Хайсберг - Хоэнхайн - Линденберг - Маусбах - Нидерхойслинген - Нидерхольцклау | - Нидерндорф - Оберфишбах - Оберхойслинген - Оберхольцклау - Плиттерсхаген |

## История
Ещё в 1079 г. встречаются упоминания старейших районов Фройденберга — Плиттерсхаген и Оберхольцклау. С начала XV века Фройденберг упоминается как управленческий и судебный центр. Первое упоминание города и крепости Фройденберг относится к 1389 году.
Крепость и посёлок Фройденберг были основаны в долине реки Вайбе (верхнее течение Асдорфа) графами Нассау в качестве западного опорного пункта на их территории. Граф Нассау, Виандена и Дица Иоганн IV 7 ноября 1456 года дал горожанам Фройденберга права на ограниченное самоуправление. Крепость приобрела статус местечка. В результате до сих пор исторический центр города называется «Альте Флекен» («старое местечко»).
В 1540 году крепость и местечко сильно пострадали от пожара. По распоряжению Вильгельма Богатого в середине XV века началась новая городская застройка этой территории. Вокруг местечка была воздвигнута стена с четырьмя воротами. На северо-западе были построены Хоэнхайнские ворота, на северо-востоке — ворота Вайертор, на юго-востоке — Браастор, на юго-западе — Шультор. Из-за удара молнии 9 августа 1666 года город был вновь опустошён пожаром. Лишь одно здание, по адресу Кёльнер Штрассе 3, осталось нетронутым. Здание стоит до сих пор и считается старейшим в городе. Князь Иоганн Мориц Нассау-Зигенский вновь восстановил местечко в пределах 1540 года. Крепость, однако, не была восстановлена, но руины её стен видны до сих пор.
В дальнейшем Фройденберг продолжает эпизодически упоминаться в исторических хрониках. 18 марта 1588 года около 100 вооружённых зауэрландцев разгромили 2 постоялых двора Фройденберга.. В 1597 году встречается упоминание фройденбергского постоялого двора Херлинген, просуществовавшего до 1780 года. 8 сентября 1796 года во Фройденберге была похищена французская военная касса.
Нынешнее территориальное деление города с его 17 районами сложилось в результате коммунальной реформы 1 января 1969 года. Большинство районов ещё до этой реформы входили в округ Фройденберг.

## Политика
В результате коммунальных выборов 30 августа 2009 года 34 места городского совета распределились следующим образом:
|      | ХДС | СДПГ | Партия зелёных | СвДП | Альтернативный список | Итого |
| 2009 | 14  | 12   | 3              | 3    | 2                     | 34    |

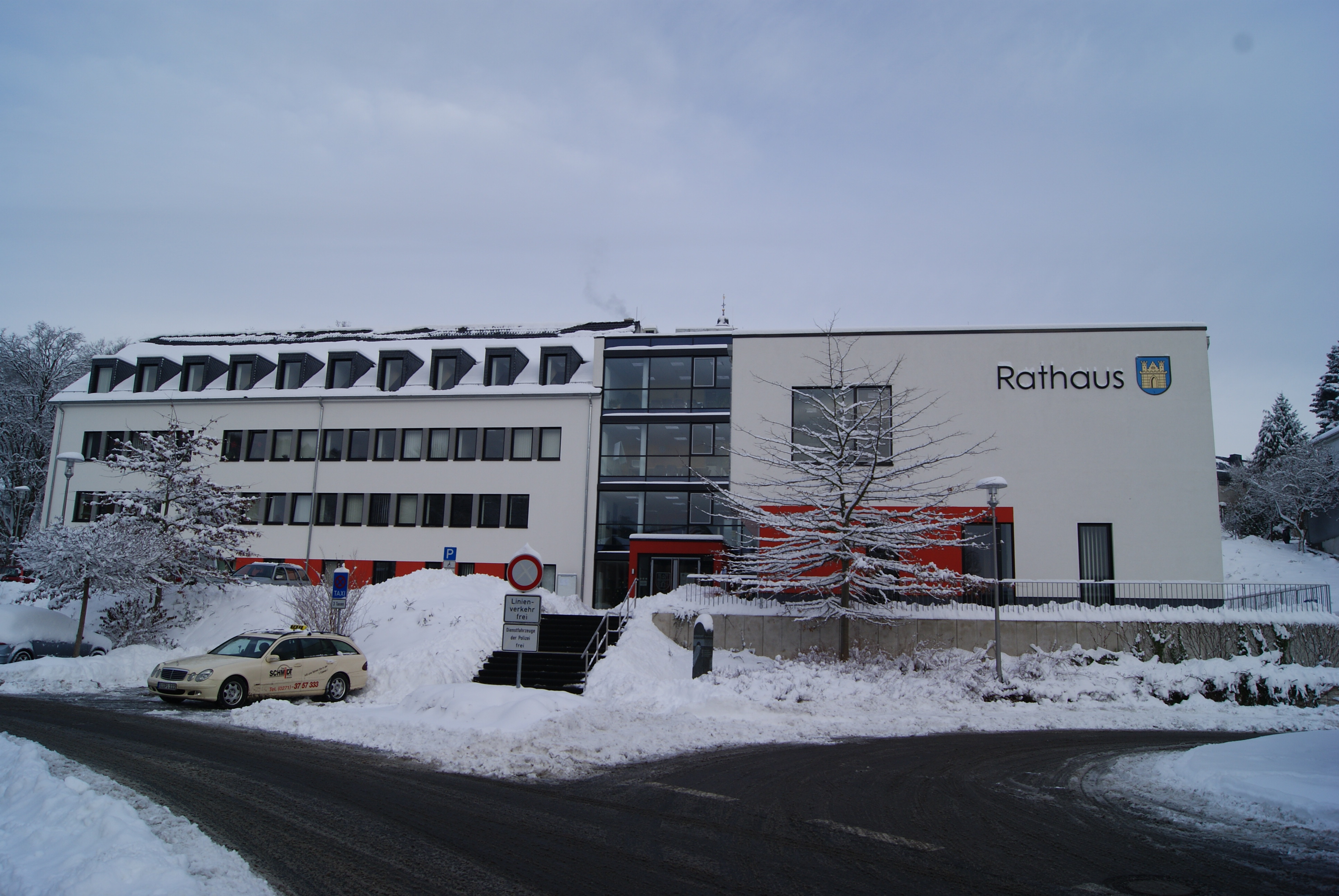
Ратуша Фройденберга

Бургомистр Фройденберга — Экхард Гюнтер (ХДС).
На гербе города в лазоревом поле изображены золотые городские ворота. Золотой и голубой — цвета княжеского дома Нассау-Зиген.
С 1989 года Фройденберг поддерживает партнёрские отношения, в которые перерос молодёжный обмен, с венгерским городом Мор.

## Культура и достопримечательности
В городе располагается Южновестфальский Летний Театр Фройденберга, сцена которого окружена лесом и скалами. Зрительские места находятся под крышей. Ежегодно здесь даются две новые постановки для детей и взрослых, собирающие до 50 тыс. зрителей в год.
Городской музей, находящийся в историческом центре Альте Флеккен, демонстрирует экспонаты по истории города и экономики региона, среди прочего, коллекцию часов фройденбергского часовщика Штальшмидта. Музей техники Фройденберга на Ольпер Штрассе располагает экспонатами по истории ремёсел и промышленности региона. Центром экспозиции является паровая машина, выпущенная в 1904 году. Кроме того, в музее собраны различные исторические транспортные средства.
Альте Флеккен — центр Фройденберга, выстроенный целиком в фахверковом стиле. В целом центр города выглядит как маленький городок XVII века. Альте Флеккен внесён в Культурный атлас Северного Рейн-Вестфалии как «памятник строительства международного значения». Подобного исторического городского центра, построенного в фахверковом стиле, больше нет нигде в мире. Евангелическая церковь Фройденберга была построена в 1602—1606 гг., после того, как в 1585 году Фройденберг стал церковным приходом. Церковь была укреплена и во время войны могла выполнять роль крепости. На горе Шлоссберг находится колокольня и остатки крепостной стены — всё, что сохранилось до наших дней от крепости Фройденберг. В районе Оберхольцклау находится церковь, построенная в начале XIII века в романском стиле, в котором уже прослеживается переход к готике. Соседний с церковью дом пастора в фахверковом стиле был построен в 1608 году. Это старейший пасторский дом Евангелической церкви Вестфалии.
Городские ландшафты не раз служили в качестве декораций для кинематографа. Так, для Детлева Бука в его фильме «Зов любви» Фройденберг послужил символом добропорядочного мещанского городка, за кулисами которого происходят странные события. Здесь же снимались эпизоды для фильма «Лупо и муэдзин». Кроме того, отдельные районы города, в особенности местная больница, использовались в качестве декораций для фильма «Брат Якоба», в котором снялись Кристоф Мария Хербст и Клаус Й. Берендт.

## Экономика и инфраструктура

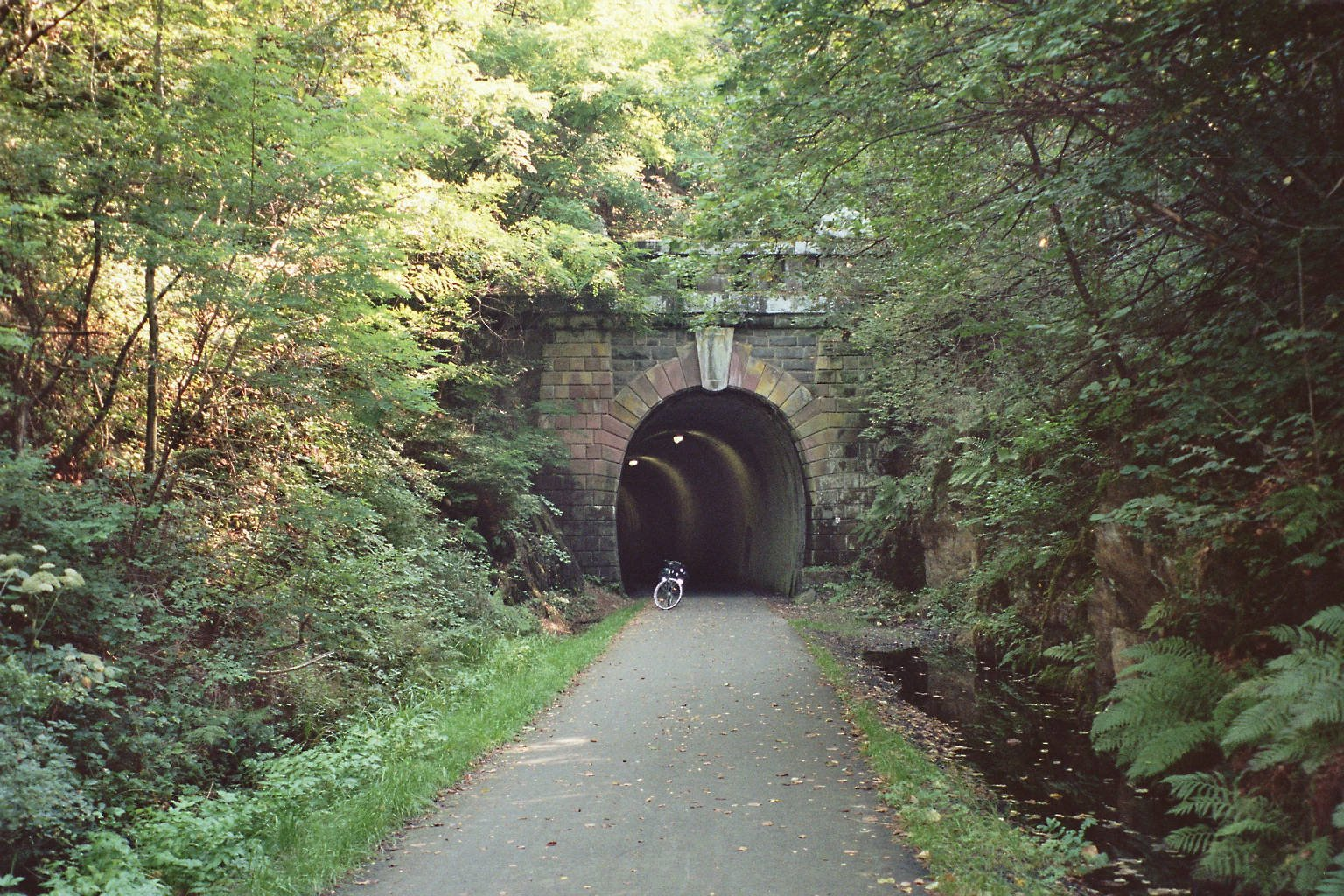
Железнодорожный туннель, переоборудованный для велотранспорта

Через Фройденберг с севера на юг проходит автобан А45. До 1980-х гг. здесь также проходила железная дорога, связывавшая Фройденберг с Ольпе на севере и Бецдорфом на юге. Сегодня эта железная дорога частично засыпана землёй либо переделана в велосипедную дорожку.
Во Фройденберге есть автовокзал. Каждый час отсюда отправляются автобусы в Зиген и Дирленбах, каждые два часа — в Ольпе и Венден. Кроме того, по выходным между Зигеном и Фройденбергом курсирует ночной автобус. Автобусными линиями управляет АО «Транспортные предприятия Южной Вестфалии».